# Tasche

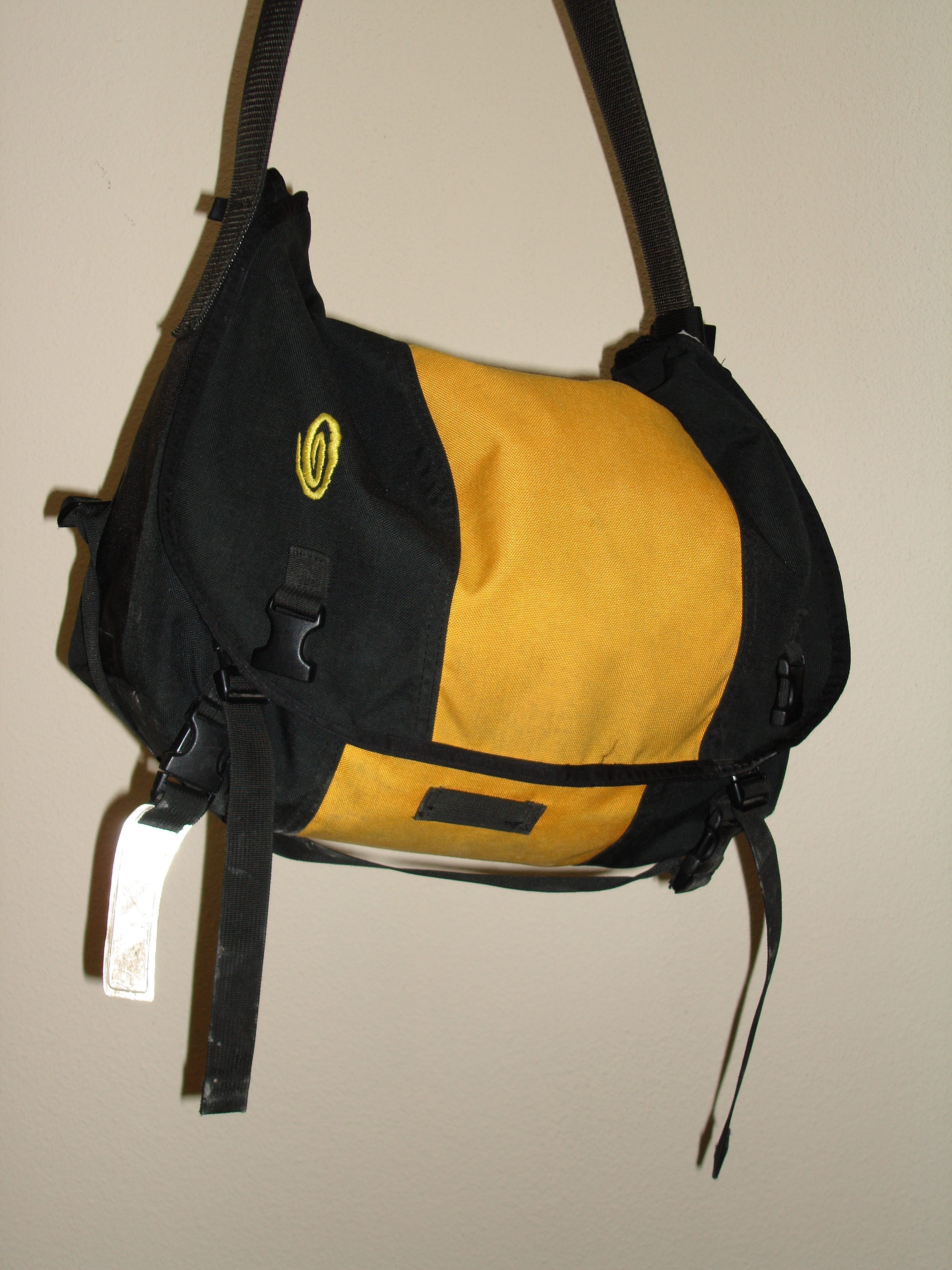
Fahrradkurier-Tasche

Eine Tasche ist ein Behältnis und Transporthilfsmittel aus mehr oder weniger flexiblem Material zum Transport von Gütern. Taschen haben zumeist Griffe, Henkel oder andere Vorrichtungen, um sie mit der Hand zu halten oder sie anderweitig am Körper zu tragen und mit sich zu führen. Taschen bestehen meist aus Textilien, flexiblem Kunststoff, Leder oder Papier.
Neben Taschen, die man in der Hand oder in der Armbeuge trägt, gibt es auch solche, die mittels Riemen, Kordeln oder Gurt(en) auf dem Rücken, vor der Brust, vor dem Bauch und an vielen anderen Stellen getragen werden bzw. mittes Gurten um Körperteile geschnallt werden (so z. B. Bauchtaschen um die Hüfte oder Taille geschnallt).
In Kleidungsstücken, wie Hosen und Jacken, sind auch oft Taschen eingenäht oder aufgesetzt. Ein veralteter, in manchen Dialekten noch gebräuchliche Ausdruck für eine Tasche oder Hosentasche ist Ficke (verwandt mit dem schwedischen Wort ficka „Tasche“).

## Abgrenzung
Tüten, Beutel, Säcke, Koffer, Transportkisten, Truhen und Körbe haben ähnliche Funktionen wie Taschen, unterscheiden sich aber doch in wesentlichen Punkten:
Besonders unscharf ist die begriffliche Abgrenzung zu Beutel oder Tüte. Zwischen den drei Bezeichnungen gibt es Schnittmengen darin, welche Objekte sie bezeichnen. Beutel oder Tüten sind ähnlich wie Taschen aus flexiblem Material und in der Regel von oben zu befüllen. Das Gleiche gilt für Säcke, die aber meist größer sind. Während Säcke und Beutel meist keine Vorrichtungen zum bequemen Tragen über längere Distanzen besitzen, können Taschen meist mittels spezieller Vorrichtungen oder einer spezifischen Form über längere Zeit problemlos in der Hand oder anderweitig am Körper getragen werden. Bei den Vorrichtungen handelt es sich meist um Griffe, Henkel, Umhängegurte, Gurten zum Umschnallen etc. Unterarm-Taschen sind so flach gestaltet, dass sie ohne Griff bequem unter den Arm (also zwischen Rumpf und Oberarm) geklemmt werden können.
Koffer bestehen oft (aber nicht immer) aus starrem Material. Im Gegensatz zu Taschen sind Koffer in der Regel nicht von oben zu befüllen. Koffer bestehen in der Regel aus zwei schalenartigen Elementen, die an einer Kante gelenkig miteinander verbunden sind. Zum Ein- und Auspacken können Koffer so aufgeklappt werden, so dass beide schalenartigen Elemente bepackt werden können. Zum Tragen werden beide zusammengeklappt.
Transportkisten bestehen in der Regel aus starrem Material und werden im Gegensatz zu den meisten Koffern von oben befüllt.
Körbe haben auch ähnliche Funktion wie Taschen, bestehen aber in der Regel aus starrem beflochtenem Material.

## Taschenarten
Es gibt verschiedene Arten von Taschen. Taschen werden einerseits nach ihrem Einsatzbereich unterschieden, andererseits nach der Art sie zu tragen.

### Umhängetasche
Umhängetaschen besitzen einen Schultergurt und werden entweder über der Schulter an der Seite getragen, an der die Tasche auch hängt, oder mit einem längeren Gurt über der gegenüberliegenden Schulter. Der Gurt verläuft dabei diagonal über Brust und Rücken. Die Tasche hängt jeweils meist ungefähr auf der Höhe der Hüfte. Kleinere und flache Taschen können auch höher getragen werden.
Viele Taschen, die wie Handtaschen, Einkaufstaschen, Schultaschen, Aktentaschen, Notebook-Taschen, Sporttaschen und Reisetaschen gewöhnlich an einem Griff oder an kürzeren Schlaufen an der Hand getragen werden, besitzen zusätzlich seitliche Befestigungsmöglichkeiten für einen Schulterriemen, so dass sie auch als Umhängetasche verwendet werden können.
Taschen mit kürzerem Riemen werden auch als Schultertasche bezeichnet. Der Riemen läuft bei diesen senkrecht über die Schulter und wieder zurück zur Tasche.
Umhängetaschen mit längerem Gurt oder Riemen werden gelegentlich auch Kuriertasche genannt, nach der englischen Bezeichnung messenger bag.
Kleinere Umhängetaschen, die eng am Körper getragen werden, werden auch Bodybag oder Crossover bag genannt. Die englische Bezeichnung lautet cross body bag oder sling bag, da bodybag auf Englisch einen Leichensack meint.
Auch Bauchtaschen mit längerem Gurt können statt als Gürteltasche als Umhängetasche getragen werden.

### Aktentasche

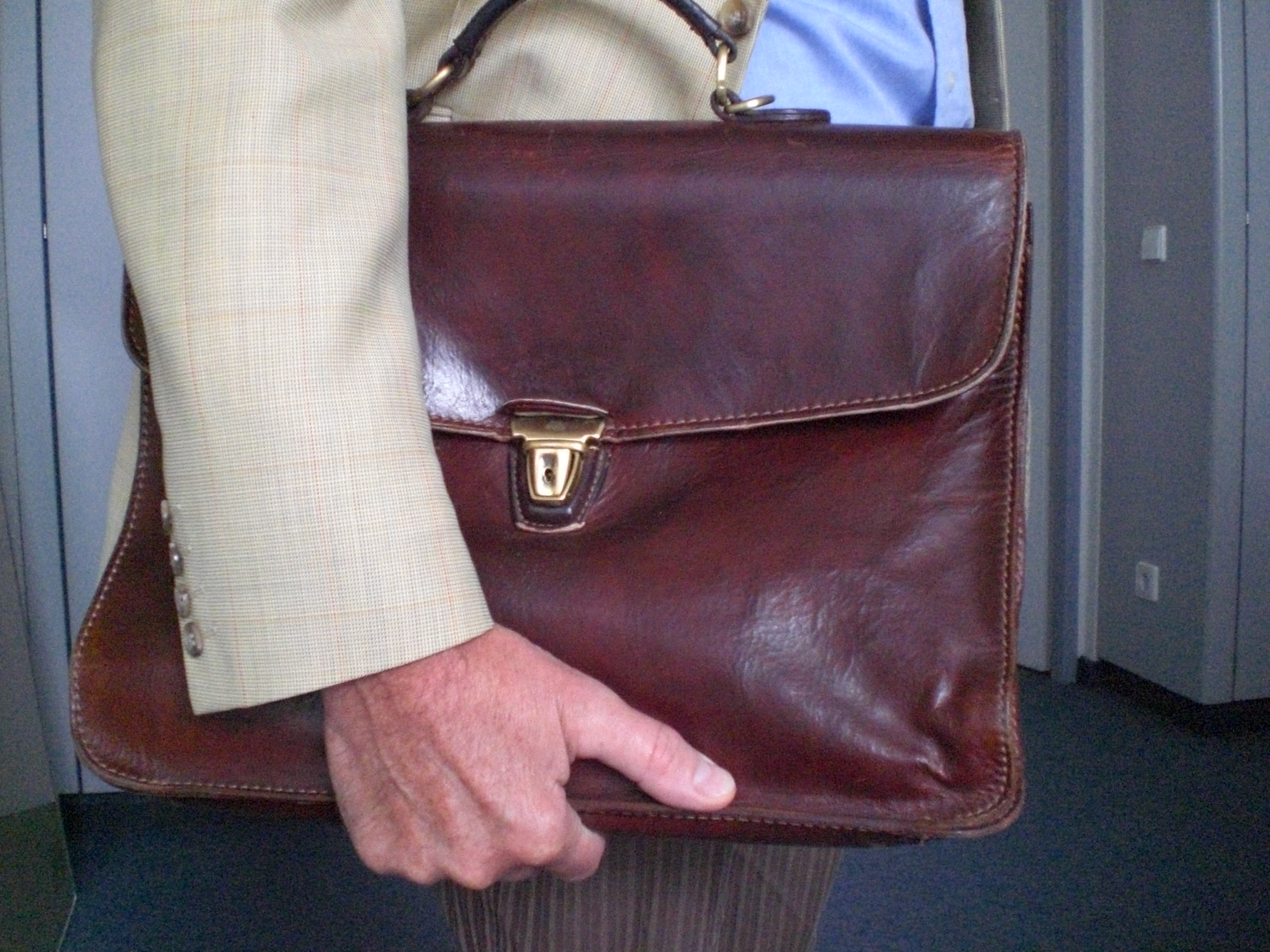
Aktentasche

Eine Aktentasche ist eine Tasche zum Transport von Schriftstücken und Büchern. Aktentaschen werden meist im Beruf eingesetzt, z. B. von Büroarbeitern, Lehrern und bei anderen Tätigkeiten, bei denen Papiere und Ähnliches transportiert werden. Die Papiere können meist im Querformat in die Tasche gesteckt werden. Bei Aktentaschen kann man zwischen robusteren und eleganteren Varianten wählen. Elegante Formen sind häufig kleiner und daher unpraktischer, jedoch deutlich schöner anzusehen als die größeren Ausführungen. Aktentaschen werden sehr häufig aus Leder hergestellt.

### Pilotenkoffer

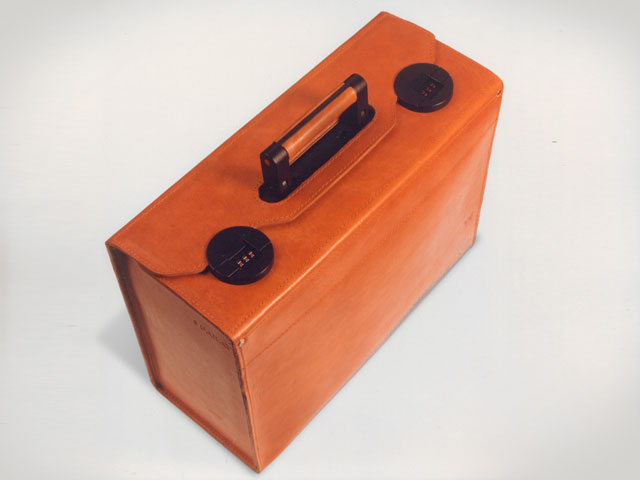
Pilotenkoffer

Pilotenkoffer (englisch aero case, flight bag) sind aus Leder und beinhalten unter anderem das Flugzeughandbuch, Luftfahrtkarten oder das Flugbuch. Sie werden vom Flugkapitän und dem Ersten Offizier benutzt. Viele papierbasierten Dokumente werden heute durch die Electronic flight bag ersetzt. Mittlerweile werden sie auch z. B. von Anwälten oder Vertretern des Heimtextilien-Bereiches für mehrere Aktenordner bzw. als Musterkoffer genutzt. Sie sind heute oft mit Rollen und Zugstange ausgestattet, damit sie leicht zu transportieren sind. Pilotenkoffer sind häufig schmucklos und schlicht. Viele haben Zahlenschlösser. 
Mitunter werden sie auch als Bordcase bezeichnet, weil man sie bei Flugreisen auf Grund ihrer Größe als Handgepäck mit an Bord nehmen darf.

### Brustbeutel
Der Brustbeutel ist eine kleine, flache Tasche, die mit einem Riemen, einem Band oder einer Schnur um den Hals getragen wird. In ihr werden oft Wertgegenstände (Geld, Papiere) aufbewahrt. Teilweise wird er aus Sicherheitsgründen unter der Oberbekleidung getragen.

### Reisetasche

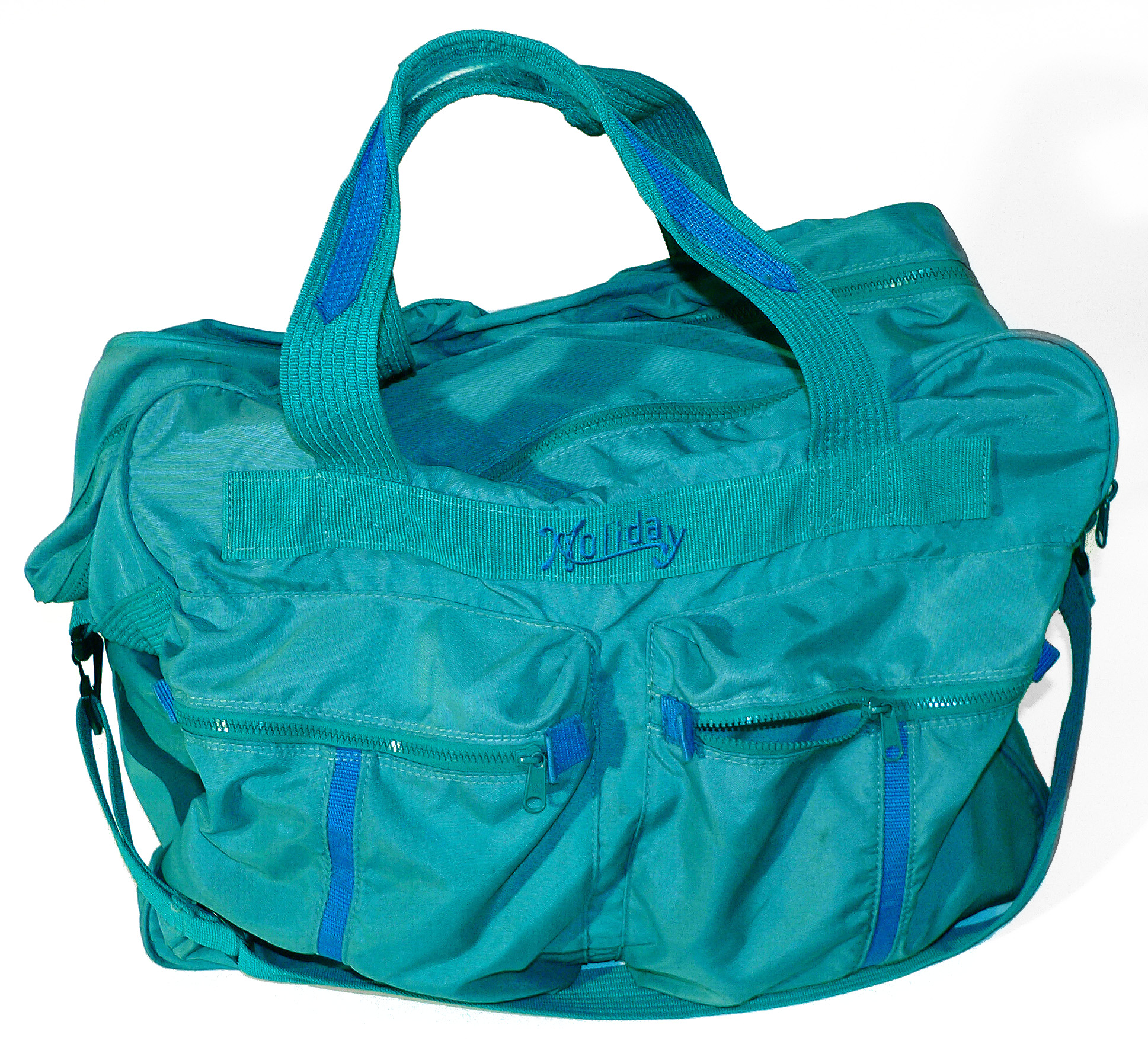
Reisetasche

Reisetaschen zählen zum Gepäck. Mit ihnen wird insbesondere Kleidung auf Reisen transportiert. Reisetaschen haben gewöhnlich im oberen Teil der Tasche eine lange, schlitzartige Öffnung, die stark verbreitert werden kann.

### Sporttasche
In einer Sporttasche werden Sportkleidung, Getränke und ggf. Pflegemittel transportiert. Je nach Sportart und Einsatzzweck werden in Größe, Form und Material unterschiedliche Varianten genutzt. Eine Sporttasche besteht häufig aus wasserabweisenden und unempfindlichen Materialien und verfügt über zusätzliche (Neben-)Fächer, die das Packen und Finden von Utensilien oder die Unterbringung verschwitzter Kleidung erleichtert. Schüler benutzen auch Sportbeutel, um die für den Sportunterricht benötigten Kleidungsstücke zu transportieren.

### Schultasche
In Schultaschen (Tornister, Ranzen) transportieren Schülern ihre Hefter, Bücher und sonstigen Schulsachen. Sie bestehen aus robustem Material und haben einen großen Klappverschluss mit Schnallen. Häufig haben sie auch noch Nebenfächer für Getränke, Pausenbrote u. ä.

### Handtasche und Brieftasche
Handtaschen und Brieftaschen sind kleine Taschen, die unterwegs mitgeführt werden und enthalten Gegenstände des täglichen Bedarfs wie Taschentücher, Kosmetika oder Ausweispapiere. Damenhandtaschen werden entweder über die Schulter gehängt, am Arm oder in der Hand getragen, Herrenhandtaschen am Handgelenk.

### Bauchtasche

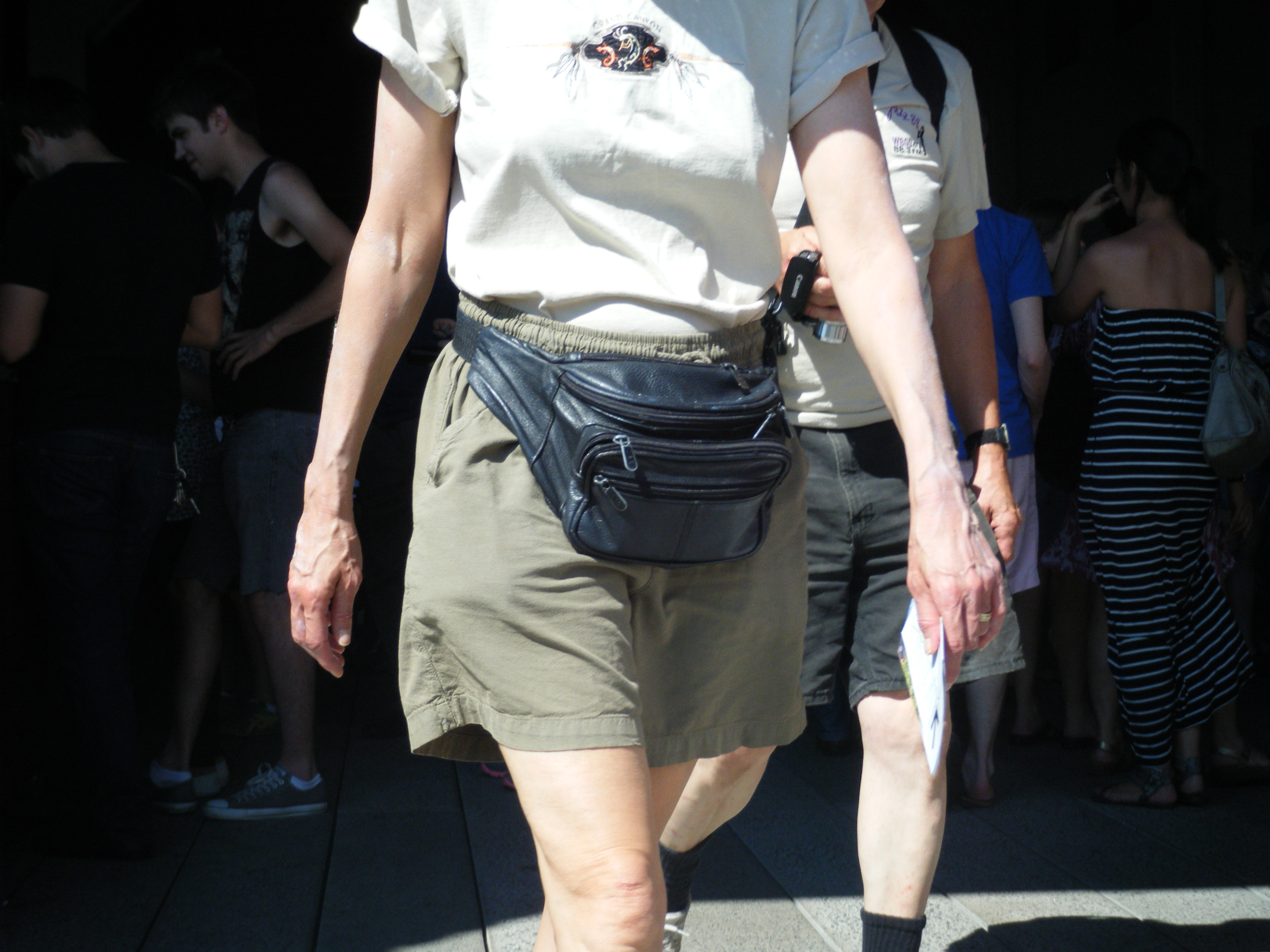
Bauchtasche

Bauchtaschen (auch: Hüfttasche, Gürteltasche, Bauchbeutel, Wimmerl oder vor allem in länglicher Ausführung ob ihrer Form Nierentasche – nicht zu verwechseln mit der mittelalterlichen Nierentasche – oder in Österreich auch Banane wie im Französischen) sind kleine Taschen, die dazu bestimmt sind, mittels eines Gurts um die Hüfte oder um die Taille geschnallt zu werden. Die eigentliche Tasche kann sowohl vorne (vor dem Bauch bzw. vor dem Genitalbereich) als auch seitlich oder hinten (im Gesäßbereich oder im Rückenbereich) getragen werden. Abweichend davon wird sie aber teilweise auch wie eine Umhängetasche im Brust- oder Rückenbereich getragen. Sie werden häufig bei Ausflügen genutzt, um notwendige Utensilien aufzubewahren, wo ein Rucksack überdimensioniert wäre. Auch auf Festivals und Konzerten mit Eingangskontrollen ist die Nutzung von Bauchtaschen weit verbreitet, da bei solchen Veranstaltungen Rucksäcke oder andere größere Behältnisse häufig verboten sind. Praktisch an dieser Art Tasche ist, dass man trotz Tragen der Tasche beide Hände frei hat und durch die Konzentrierung des Gewichts auf die Hüfte in seiner Bewegungsfreiheit auch sonst kaum eingeschränkt wird, weshalb sie schon lange beim Skifahren zum Einsatz kommt.
Als modisches Accessoire ist die Form der Tasche seit den frühen 1990er Jahren beliebt, nachdem zuvor der Rucksack die urbane Welt erobert hatte.

### Rucksack
Der Rucksack wird meist auf dem Rücken oder zumindest über eine Schulter getragen. Mittlerweile gibt es auch sogenannte Cityrucksäcke. Die Überschneidung zwischen Schultasche und Rucksack ist häufig so groß, dass eine Unterscheidung nicht mehr klar erkennbar ist.

### Versandtasche
Versandtaschen sind Versandverpackungen für relativ flache Versandgüter wie Briefe, Kataloge und CD-ROMs.